# إسحق هنري بوركيل
إسحق هنري بوركيل (1870-1965) (بالإنجليزية: Isaac Henry Burkill)‏ هو عالم نبات بريطاني.